# Dansk spids
Dansk spids är en hundras från Danmark. Att spetshundar använts som gårdshundar i Danmark är dokumenterat sedan slutet av 1700-talet. De antas ha samma ursprung som den tyska spetsen men med senare inkorsning av samojedhund och grönlandshund. Traditionellt har hundarna också gått under namnen grønlænderspids, samojedspids och ulvespids (jämför med wolfspitz som är ett av namnen på keeshond, en av de fem varianterna av tysk spets). Arbetet med att rädda och restaurera rasen inleddes 1988.

## Bilder

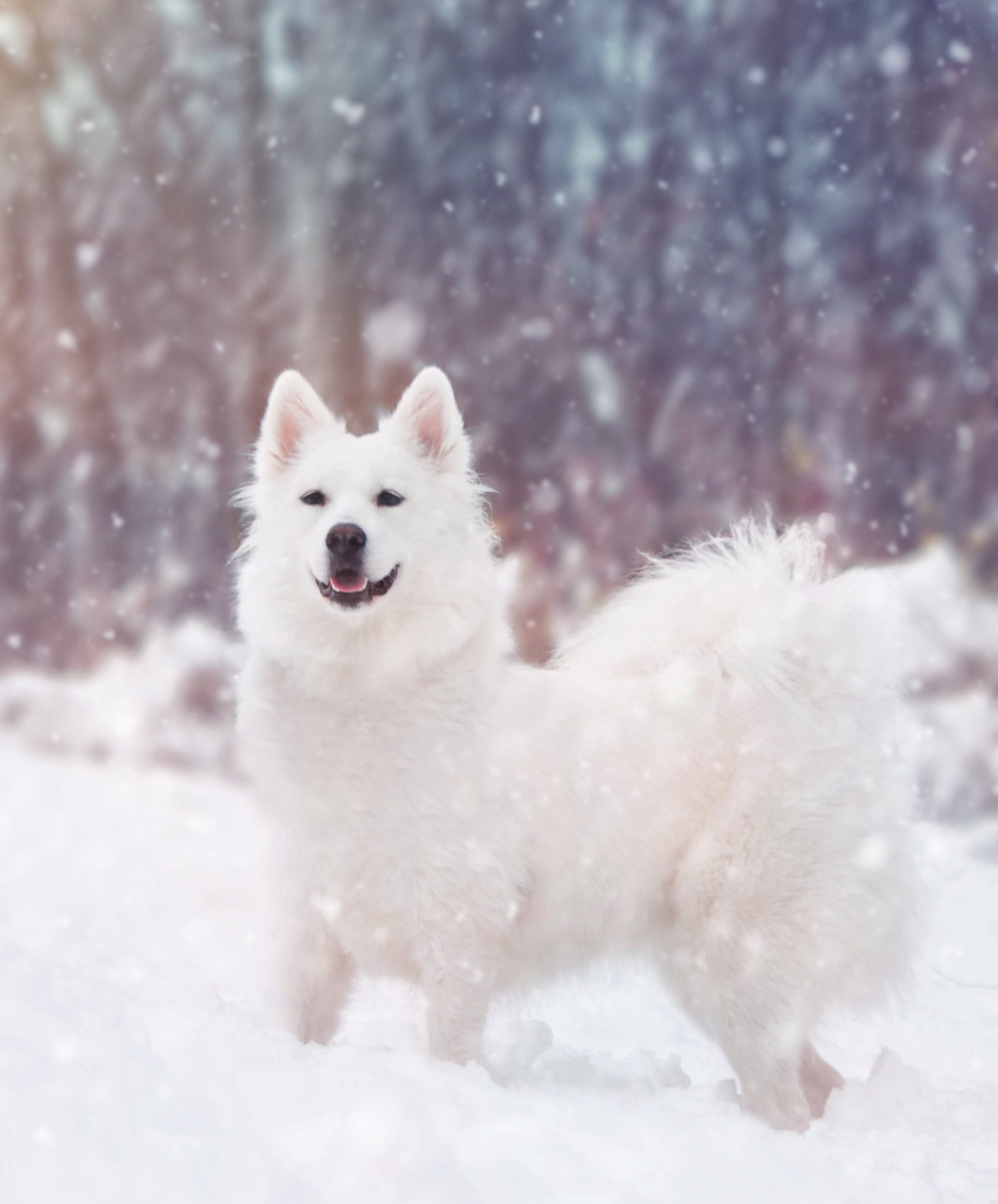
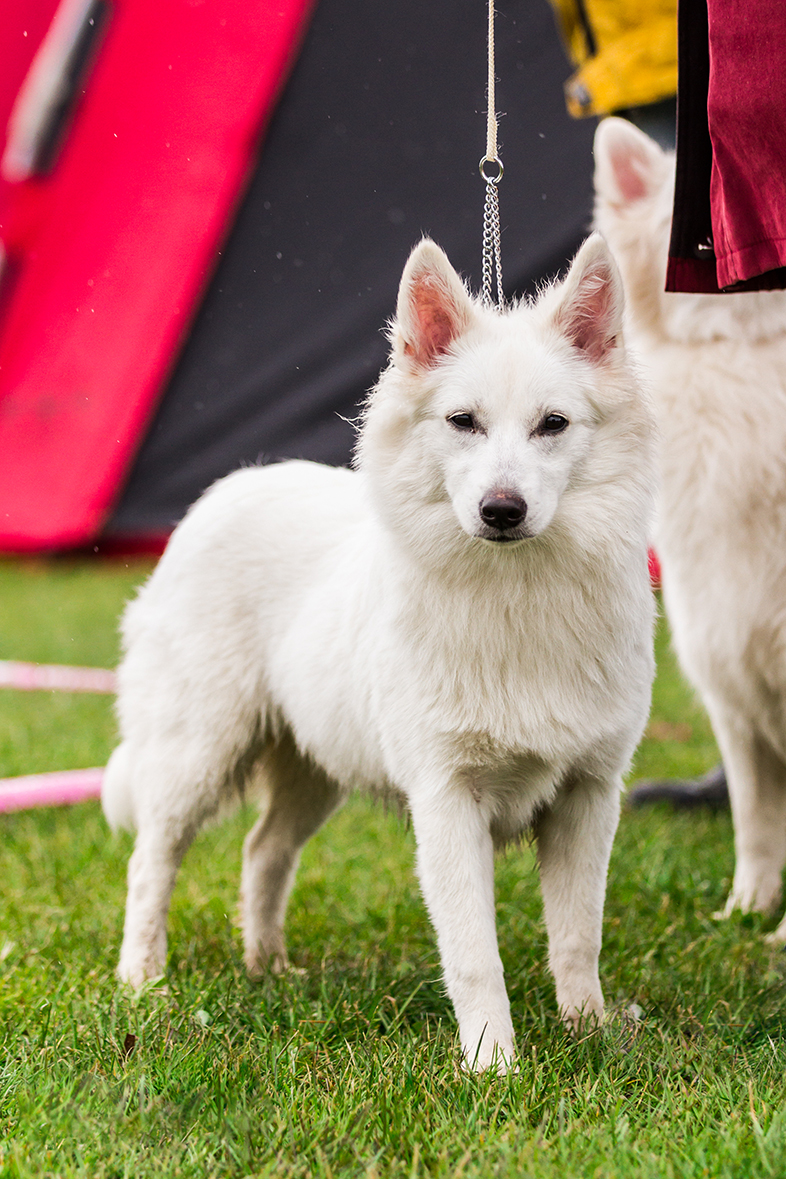
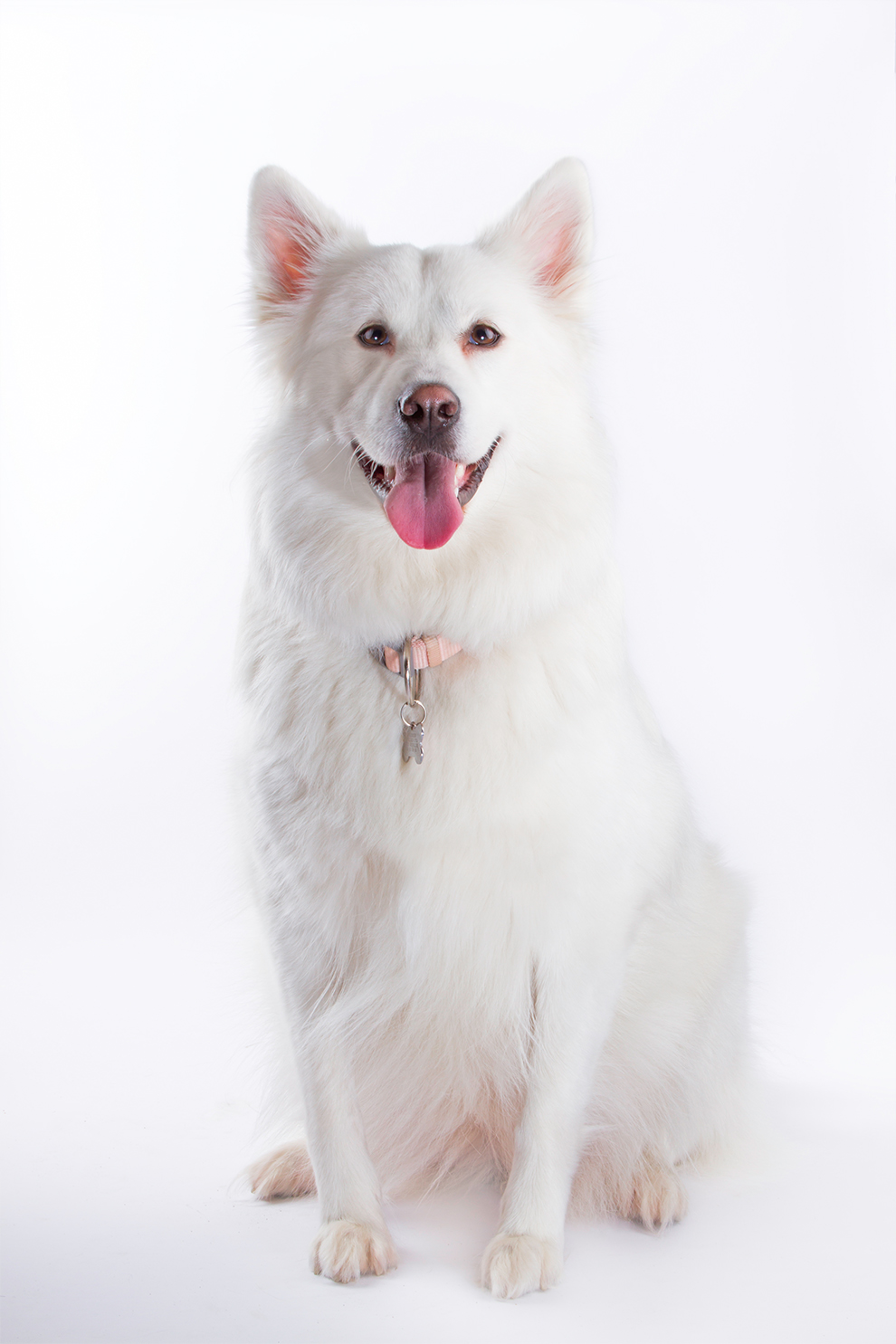
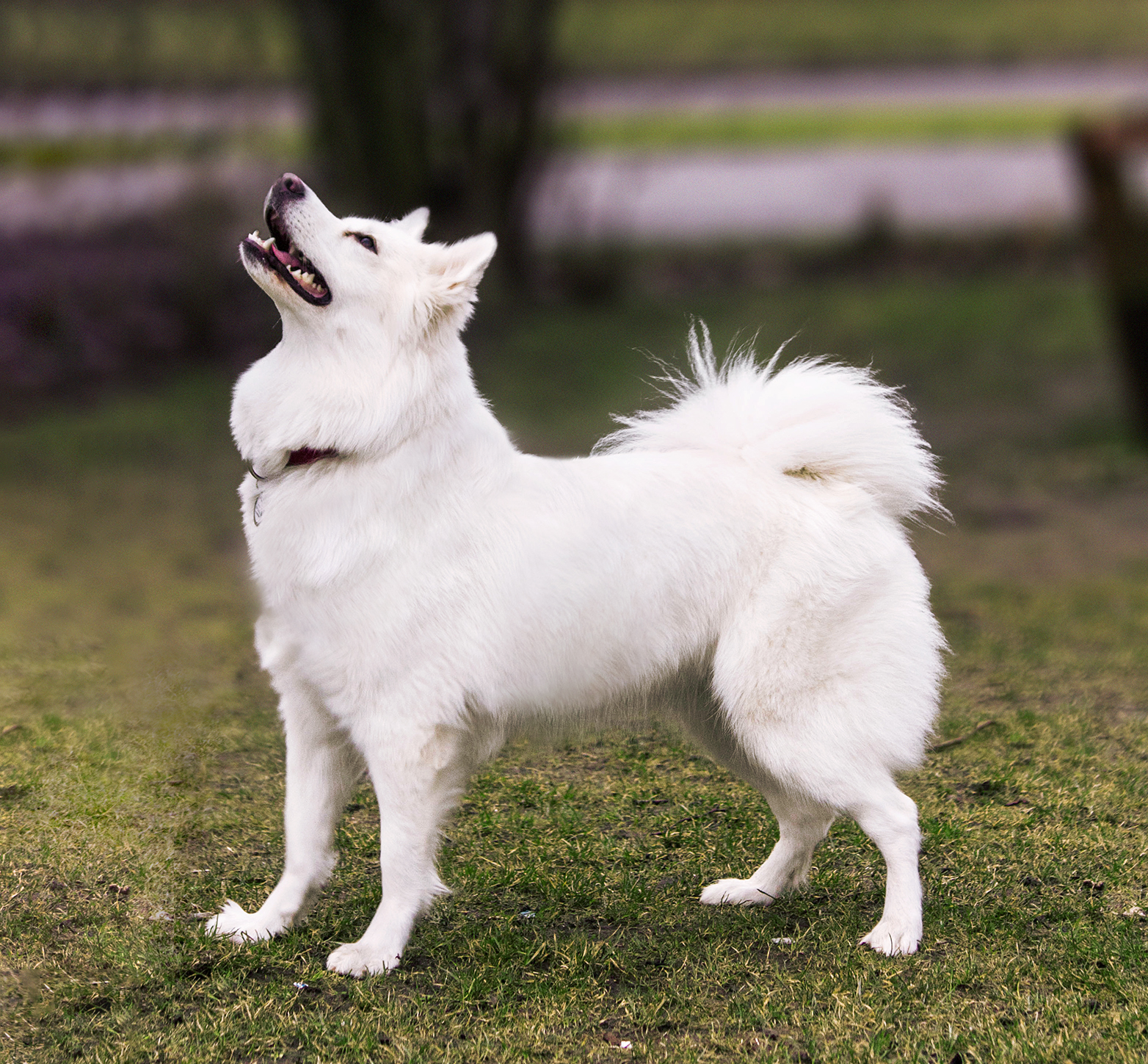